# Nemzeti Történelem Nap
A Nemzeti Történelem Nap (angolul National History Day) nonprofit szervezet az Amerikai Egyesült Államokban, amely évente projekt alapú versenyeket szervez 6-12. osztályos tanulóknak. A központja a marylandi College Parkban van. Fiókokkal rendelkezik mind az 50 amerikai tagállamban, Puerto Ricóban, Guamon, Amerikai Szamoán, Dél-Koreában, Kínában, Dél-Ázsiában és Közép-Amerikában. Helyi programként indította az ohiói Clevelandben Dr. David Van Tassell, a Case Western Reserve Egyetem történelem professzora. 1974-ben 129 résztvevője volt, 1991-ben már 48 államban 500 ezer tanuló vett részt, 2001-ben pedig 700 ezer tanuló és 40 ezer tanár. Ma évente több, mint félmillió tanuló száll be a helyi versenyeken keresztül. Egyénileg és csoportban is be lehet kapcsolódni, öt kategóriában: dokumentum, kiállítás, dolgozat, előadás, vagy weboldal. A helyi szintről a regionális versenybe lehet feljutni, onnan pedig az állami szintű versenybe. A kategóriák két első helyezettje kap meghívást a szövetségi szintű versenyre.